# Tocache (distrito)
Tocache é um distrito do Peru, departamento de San Martín, localizada na província de Tocache.

## Transporte
O distrito de Tocache é servido pela seguinte rodovia:
- PE-5N, que liga o distrito de Chanchamayo (Região de Junín) à Ponte Integración (Fronteira Equador-Peru) - e a rodovia equatoriana E682 - no distrito de Namballe (Região de Cajamarca)
- SM-111, que liga o distrito à cidade de Uchiza
- SM-112, que liga o distrito à cidade de Shunte
- SM-110, que liga o distrito à cidade de Shunte [1][2][3]